# Aequorea floridana
Aequorea floridana är en nässeldjursart som först beskrevs av Agassiz 1862.  Aequorea floridana ingår i släktet Aequorea och familjen Aequoreidae. Inga underarter finns listade i Catalogue of Life.